# Morde an Karl Liebknecht und Rosa Luxemburg

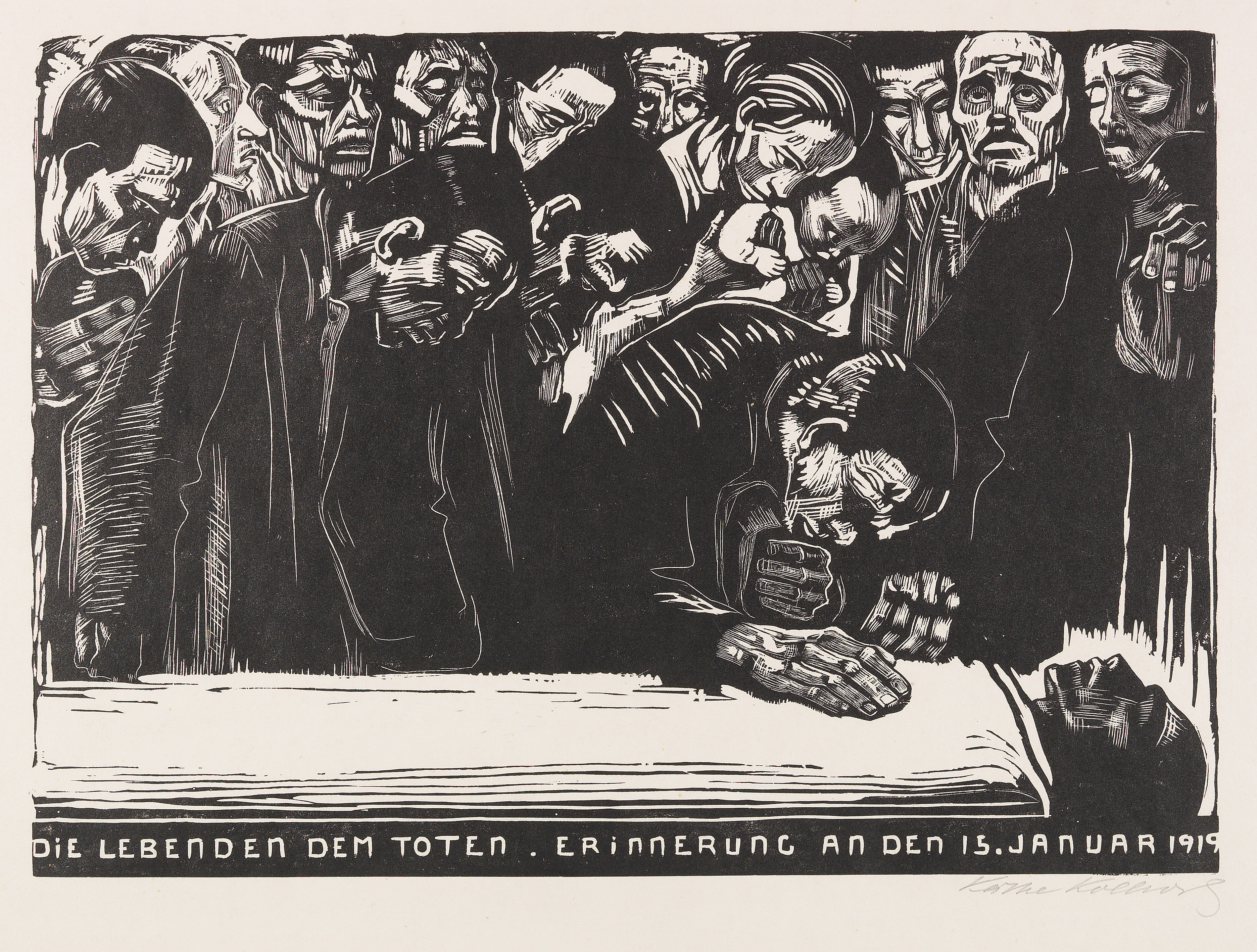
Gedenkblatt für Karl Liebknecht von Käthe Kollwitz, 1920

Die Morde an Karl Liebknecht und Rosa Luxemburg, führenden Mitgliedern der neu gegründeten Kommunistischen Partei Deutschlands (KPD), wurden während der Niederschlagung des Spartakusaufstands am 15. Januar 1919 von rechtsgerichteten, konterrevolutionären Soldaten der Garde-Kavallerie-Schützen-Division verübt.
Da KPD und USPD die von den Mehrheits-Sozialdemokraten geführte Reichsregierung, insbesondere Reichswehrminister Gustav Noske, für dieses Verbrechen mitverantwortlich machten, führten diese ersten politischen Morde in der Weimarer Republik zu einer dauerhaften Spaltung der linken Kräfte. Diese wiederum war einer der Gründe für den Untergang der ersten deutschen Demokratie im Jahr 1933.

## Vorgeschichte

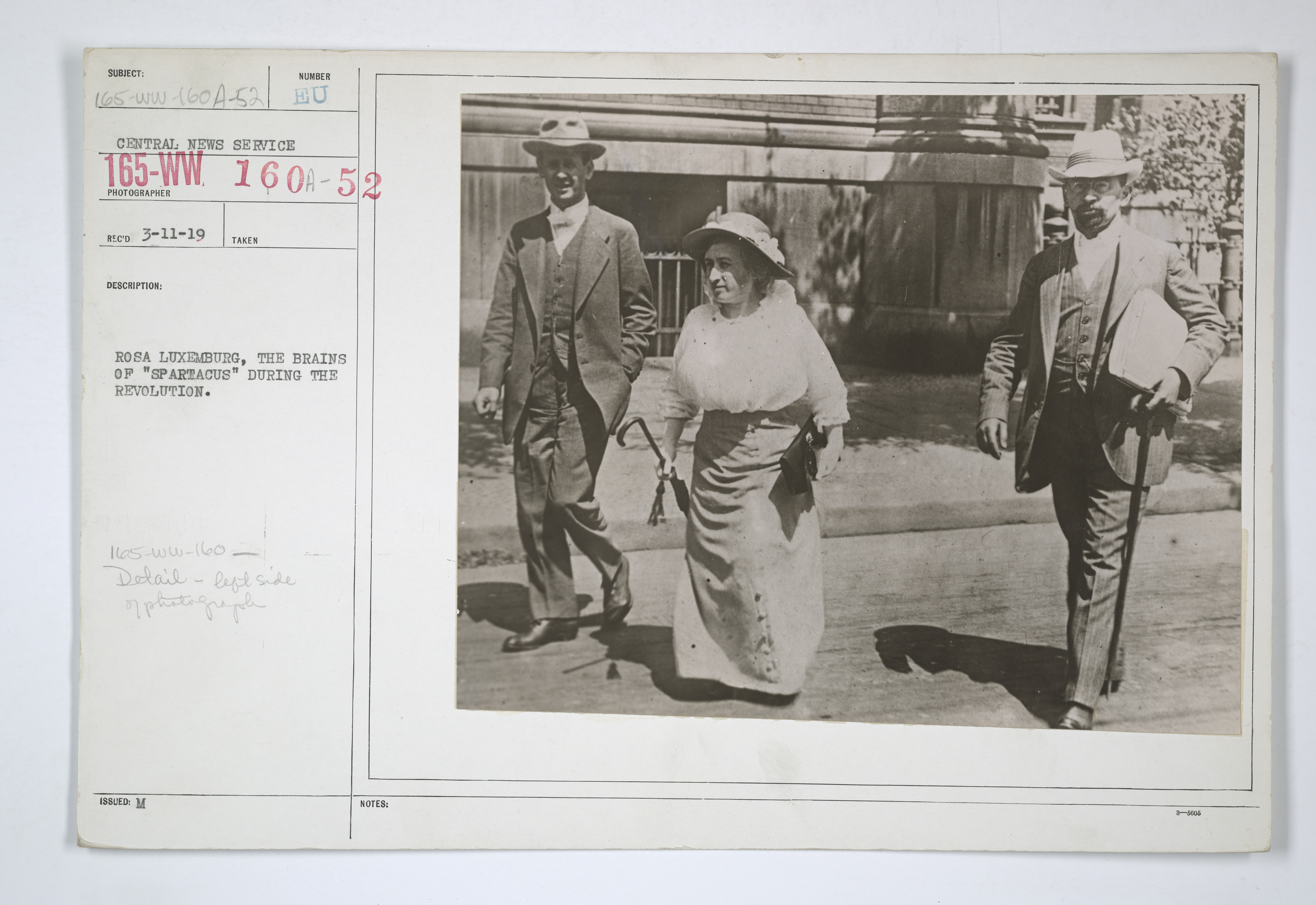
„Feindliche Aktivitäten – Die deutsche Revolution geht weiter – Rosa Luxemburg, das Hirn von „Spartakus“ während der Revolution“, Akte des US-Kriegsministeriums, 1917–1918.

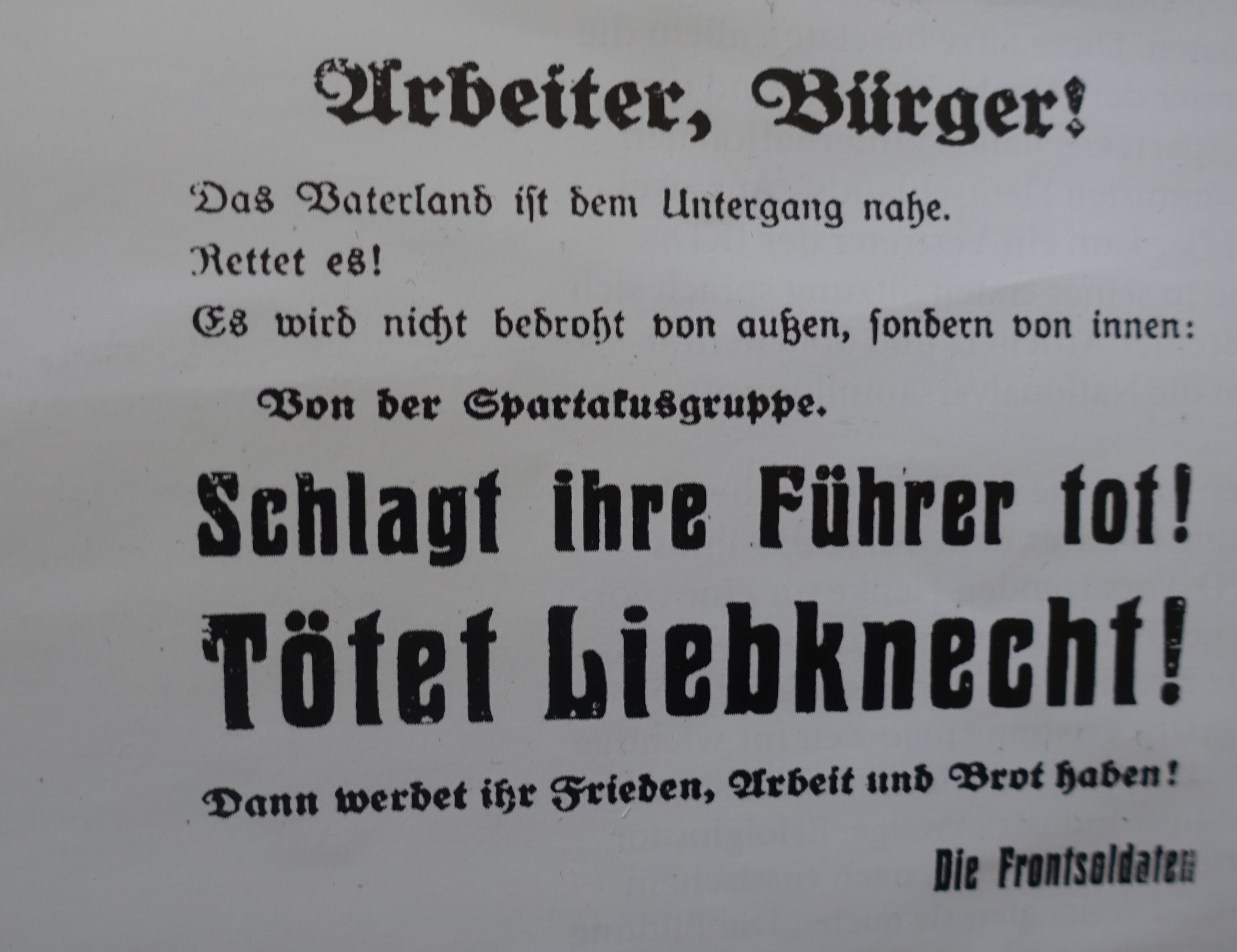
Plakat an Litfaßsäule in Berlin, 1918

Rosa Luxemburg und Karl Liebknecht stiegen im Zuge der Novemberrevolution zu den beiden einflussreichsten Führern der neugegründeten KPD auf, die für eine Sozialisierung der Großindustrie und die Errichtung einer Räterepublik eintraten, wie sie ähnlich im Jahr zuvor durch die Oktoberrevolution in Russland errichtet worden war. Schon im Dezember 1918 waren zahlreiche großformatige Plakate gegen sie in Berlin zu sehen, unter anderem mit der Aufforderung „Schlagt ihre Führer tot! Tötet Liebknecht!“. Ebenfalls wurden unzählige Handzettel mit dem gleichen Inhalt, unter anderem durch die Antibolschewistische Liga, verbreitet. Es gab erhebliche Meinungsverschiedenheiten zur MSPD, die im Rat der Volksbeauftragten eine provisorische Regierung führte. (In der sozialdemokratischen Zeitung Vorwärts wurde zum Beispiel Liebknecht wiederholt als „geisteskrank“ bezeichnet.) Am 4. Januar 1919 polemisierte Max Weber (DDP) in einer Rede in Karlsruhe: „Liebknecht gehört ins Irrenhaus und Rosa Luxemburg in den Zoologischen Garten“.
Seit dem 5. Januar 1919 versuchten Karl Liebknecht und andere Organisatoren mit dem Spartakusaufstand eine Regierungsübernahme nach russischem Vorbild zu erreichen. Die bevorstehenden Wahlen zur Nationalversammlung am 19. Januar lehnten sie ab.
Es gab Massendemonstrationen und die Besetzung von Redaktionsgebäuden mehrerer Zeitungen, wie des sozialdemokratischen Vorwärts und des linksliberalen Berliner Tageblatts.

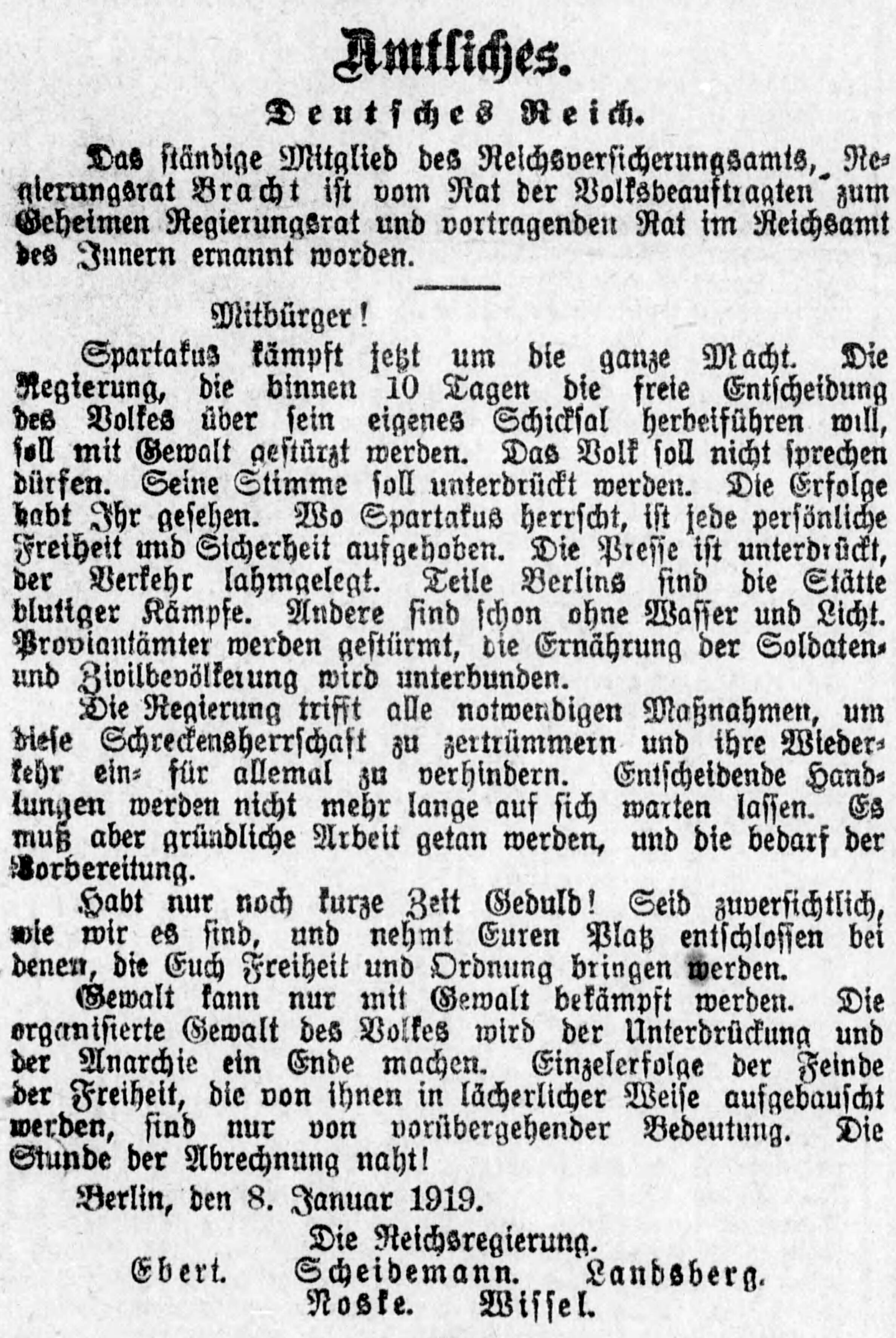
Erklärung der Provisorischen Regierung gegen den Spartakusaufstand („Die Stunde der Abrechnung naht!“), 9. Januar 1919

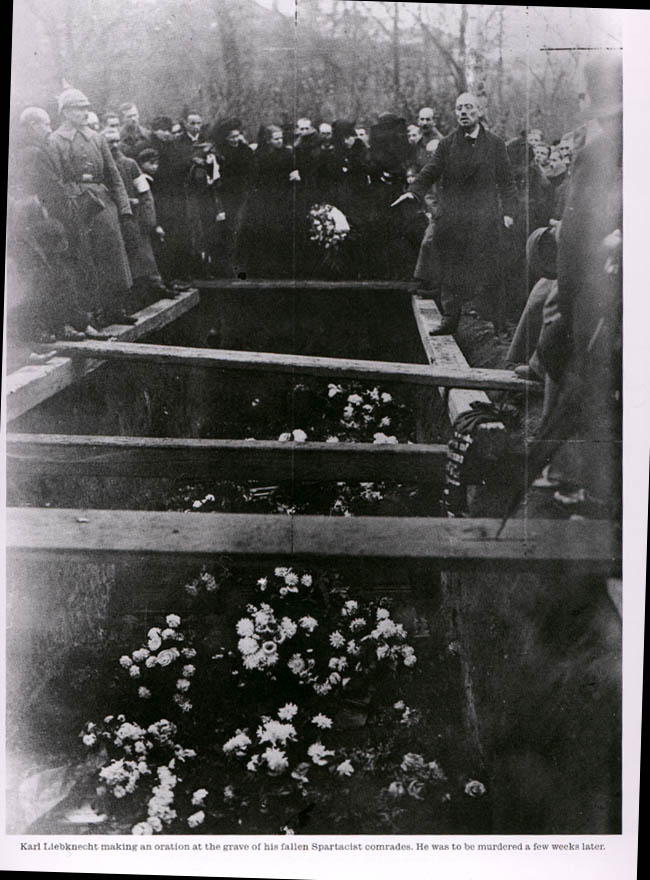
Karl Liebknecht an Gräbern von Getöteten, 1918/19

Der regierende Rat der Volksbeauftragten, der zu diesem Zeitpunkt nur noch aus SPD-Vertretern bestand, veröffentlichte am 9. Januar eine offizielle Stellungnahme gegen den Aufstand mit dem abschließenden Satz, „die Stunde der Abrechnung naht“. Die SPD-Regierung verbündete sich mit dem Militär und rechten Freikorps und schlug den Aufstand bis zum 12. Januar 1919 blutig nieder. Hauptverantwortlicher war der neue Reichswehrminister Gustav Noske („Einer muss der Bluthund werden, ich scheue die Verantwortung nicht!“).
Unter Zivilisten und Militärangehörigen kursierten Gerüchte, dass auf die „Spartakistenführer“ Kopfgelder ausgesetzt worden seien. Am 14. Januar erschien in einem Mitteilungsblatt für die sozialdemokratischen Regimenter Reichstag und Liebe ein Artikel mit der Drohung, dass „schon die nächsten Tage“ zeigen würden, dass nunmehr auch mit den „Häuptern der Bewegung […] Ernst gemacht wird.“
Karl Liebknecht und Rosa Luxemburg lebten in dieser Zeit an verschiedenen Orten versteckt.
Seit dem 14. Januar 1919 wohnten sie bei dem Kaufmann Siegfried Marcussohn und dessen Frau, einer Freundin Luxemburgs, in der Mannheimer Straße 43 (jetzt 27) in Wilmersdorf. Dort verfasste Karl Liebknecht seinen letzten Artikel Trotz alledem! für die KPD-Zeitung Die Rote Fahne.
Am Abend des 15. Januars hatte sich Rosa Luxemburg schlafen gelegt. Wilhelm Pieck war in die Wohnung gekommen und brachte gefälschte Ausweispapiere für die beiden.
Gegen 20.30 Uhr klingelte der Hauswirt an der Wohnungstür und fragte nach Liebknecht und Luxemburg. Obwohl deren Anwesenheit verleugnet wurde, kamen fünf Mitglieder einer Wilmersdorfer Bürgerwehr in die Wohnung und nahmen die beiden sowie Pieck mit.

## Ermordung von Karl Liebknecht
Karl Liebknecht wurde zunächst zur Wilmersdorfer Cecilienschule gebracht. Von dort rief ein Angehöriger der Bürgerwehr in der Reichskanzlei an und informierte den stellvertretenden Pressechef Robert Breuer über die Festnahme. Dieser kündigte einen Rückruf an, der aber angeblich nicht erfolgte. Daraufhin brachten Angehörige der Bürgerwehr Liebknecht gegen 21:30 Uhr per Automobil zum Eden-Hotel an der Ecke Budapester Straße/Kurfürstenstraße in Tiergarten, dem Hauptquartier der Garde-Kavallerie-Schützen-Division. Diese stand unter der Führung von Generalleutnant Hofmann und war erst seit diesem Tag in Berlin.
Der anwesende Erste Generalstabsoffizier Waldemar Pabst übernahm den Gefangenen und verhörte ihn. Danach telefonierte er mit dem Reichswehrminister Gustav Noske (SPD). Dieser forderte ihn auf, mit dem verantwortlichen General Walther von Lüttwitz Kontakt aufzunehmen, um seine Zustimmung zur Tötung der beiden Gefangenen zu bekommen, worauf Pabst aber verzichtete, da er vermutete, diese nicht zu erhalten. Pabst behauptete, dass Noske dann die geplante Ermordung der beiden durch Pabst gebilligt habe. („Dann müssen Sie selbst wissen, was zu tun ist.“)
Eine Gruppe von Marineoffizieren unter der Führung von Kapitänleutnant Horst von Pflugk-Harttung übernahm den Gefangenen. Sie verließen in einfachen Mannschaftsuniformen gekleidet gegen 22:45 Uhr durch den Seitenausgang zur Kurfürstenstraße das Hotel. Beim Verlassen wurde Liebknecht von Hotelgästen bespuckt, beschimpft und geschlagen. Als er im Auto saß, schlug der Jäger Otto Runge zweimal mit einem Gewehrkolben von hinten auf seinen Kopf, der zu bluten begann. Auf das anfahrende Automobil sprang der Leutnant Rudolf Liepmann auf, der über die Absicht des Transportes nicht informiert war. Die Fahrt ging in den nahegelegenen Tiergarten. Dort hielt der Fahrer an einer Stelle, „wo ein völlig unbeleuchteter Fußweg abging“ an, und behauptete, das Fahrzeug habe eine Panne. Karl Liebknecht wurde aufgefordert, zu Fuß weiterzugehen. Er wurde von vorne und seitlich von jeweils zwei Offizieren bewacht, von hinten von drei. Nach wenigen Metern wurde er am Ufer des Neuen Sees „aus nächster Nähe“ von hinten erschossen. Schüsse gaben Kapitänleutnant Horst von Pflugk-Harttung, Leutnant zur See Heinrich Stiege, Oberleutnant zur See Ulrich von Ritgen und der nicht zum Kommando gehörende Leutnant Rudolf Liepmann ab. Anwesend waren außerdem Hauptmann Heinz von Pflugk-Harttung, Leutnant zur See Bruno Schulze sowie der Jäger Clemens Friedrich als einziger Nicht-Offizier.
Der Tote wurde um 23.15 Uhr als „unbekannte Leiche“ in der Rettungswache gegenüber dem Eden-Hotel abgegeben. Anschließend wurde dem Hauptmann Waldemar Pabst Bericht erstattet.

## Ermordung von Rosa Luxemburg

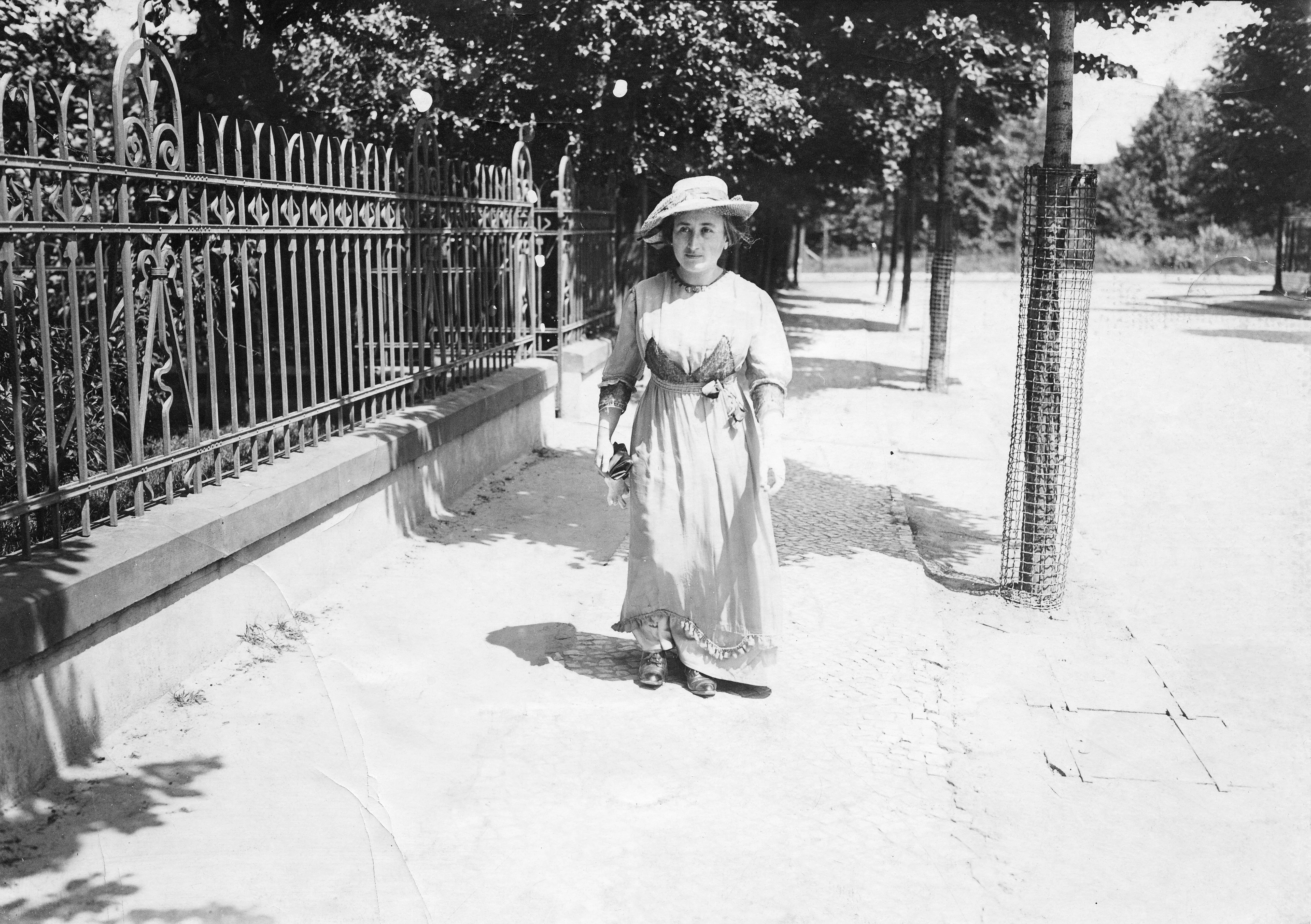
Rosa Luxemburg, 1918

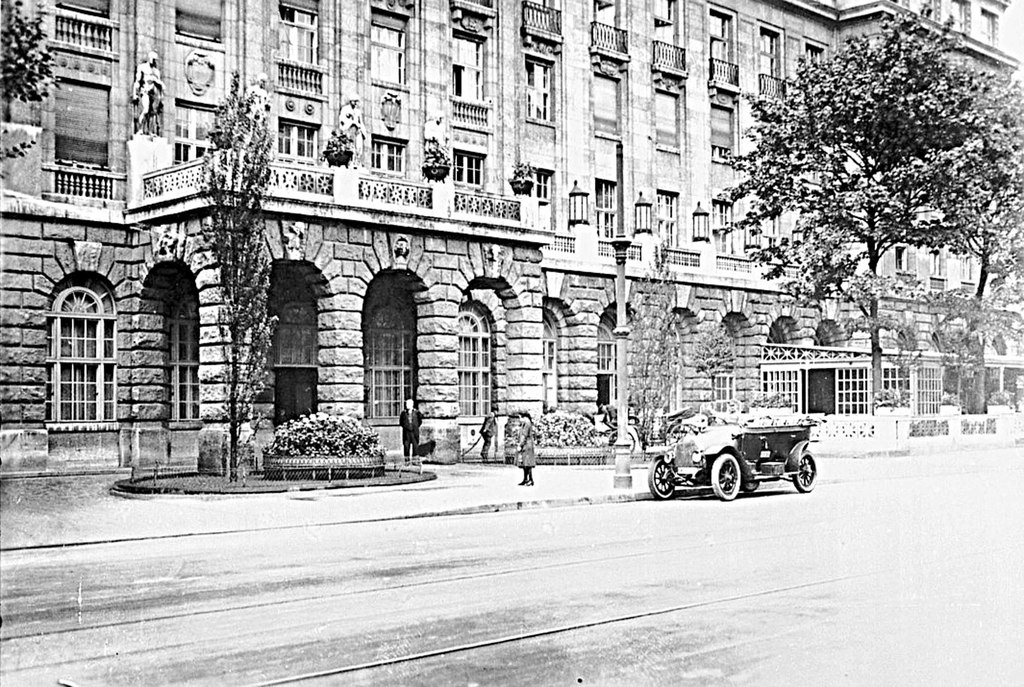
Eden-Hotel, Haupteingang, 1914

Rosa Luxemburg und Wilhelm Pieck wurden gegen 22.00 Uhr in das Eden-Hotel gebracht. Dort befragte sie Hauptmann Pabst kurz.
Gegen 23.30 Uhr übergab er Rosa Luxemburg dem Oberleutnant Kurt Vogel und einigen einfachen Soldaten. Diese verließen das Hotel durch den Haupteingang, vor dem der Jäger Otto Runge stand, und mit einem Gewehrkolben auf den Kopf der Gefangenen einschlug. Diese sank ohnmächtig zu Boden und erhielt dort einen weiteren Hieb auf den Kopf. Sie wurde in ein Automobil getragen. Nachdem dieses etwa 40 Meter gefahren war, sprang der Leutnant zur See Hermann Souchon auf das linke Trittbrett auf. Er setzte eine Pistole an die linke Schläfe und schoss einmal. Danach verließ er das Fahrzeug wieder und verschwand in der Dunkelheit.
Der Leichnam wurde nun entgegen der ursprünglichen Anweisungen durch Oberleutnant Vogel und die Mannschaft in den Landwehrkanal zwischen Lichtenstein- und Corneliusbrücke geworfen. Dabei wurde ein patrouillierender Soldat auf sie aufmerksam. Diesem erklärten sie freimütig, dass sie gerade Rosa Luxemburg in das Wasser geworfen hatten.
Anschließend wurde Hauptmann Pabst Bericht erstattet. Dieser war verärgert, da die Tötung und die Entsorgung der Leiche anders als geplant abgelaufen war.

## Weitere Geschehnisse

### Presseberichte

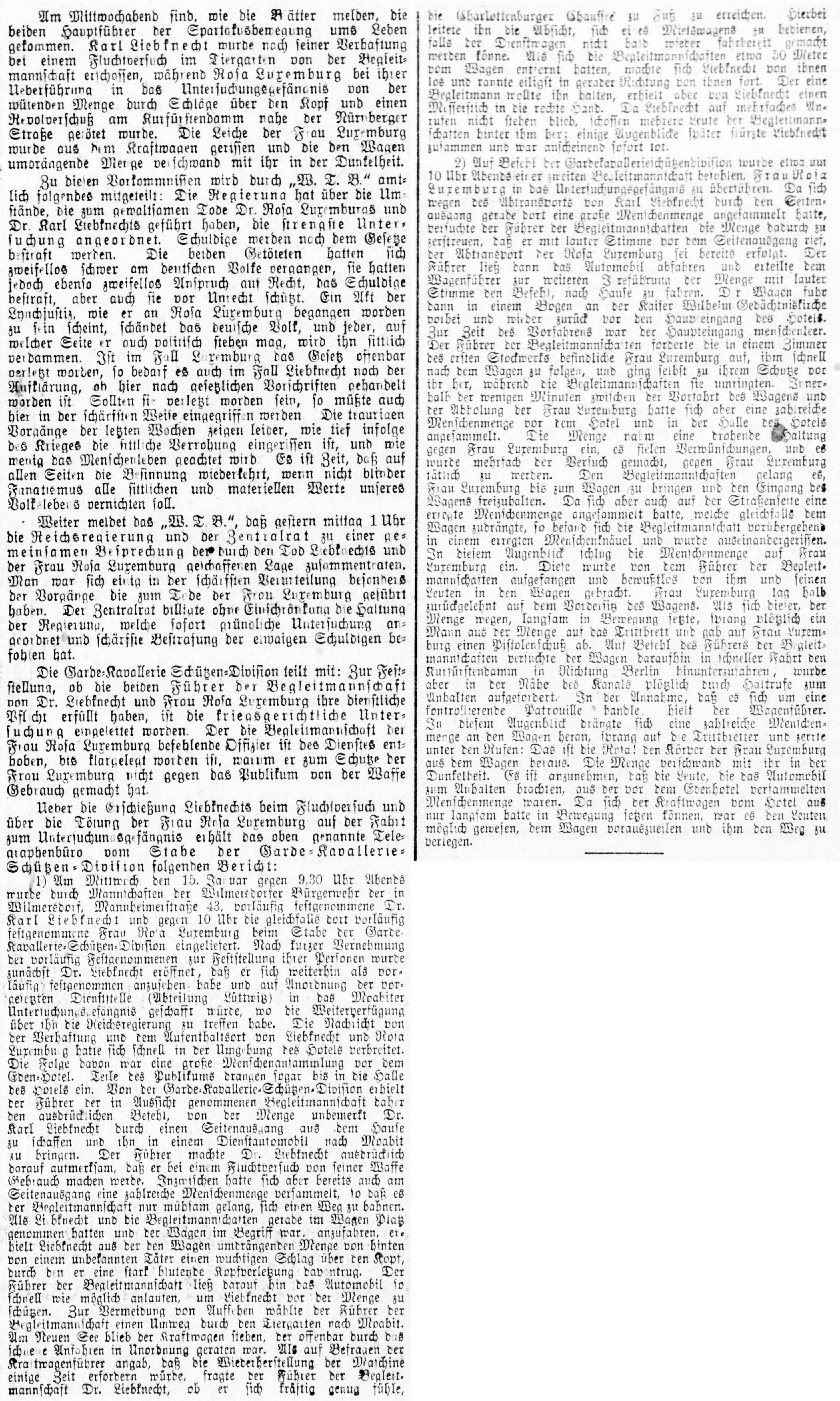
Artikel über den Mord im Reichsanzeiger

Die Wachmannschaft des Eden-Hotels am 16. Januar 1919. In der Mitte des Tisches (mit Schnurrbart und Mütze) Otto Runge, der beide Opfer mit dem Gewehrkolben geschlagen hatte. Das vom Pressefotografen Franz Gerlach aufgenommene Bild wurde von Leo Jogiches in seinem Artikel über den Mord in der Roten Fahne am 12. Februar 1919 verwendet.

Hauptmann Pabst verfasste ein ausführliches Presse-Kommunique, in dem er angab, Karl Liebknecht sei „auf der Flucht erschossen“ und Rosa Luxemburg „von der Menge getötet“ worden. Dieses wurde als erstes in der B.Z. am Mittag und dem 12 Uhr Blatt gemeldet. Anschließend berichteten viele Tageszeitungen darüber.
Leo Jogiches recherchierte die Ereignisse detailliert und veröffentlichte seine Erkenntnisse am 12. Februar 1919 in der KPD-Zeitung Die Rote Fahne. Die USPD-Zeitung Freiheit deutete am 28. Mai 1919 erstmals auf Hermann Souchon als möglichen Mörder von Rosa Luxemburg.

### Beisetzungen

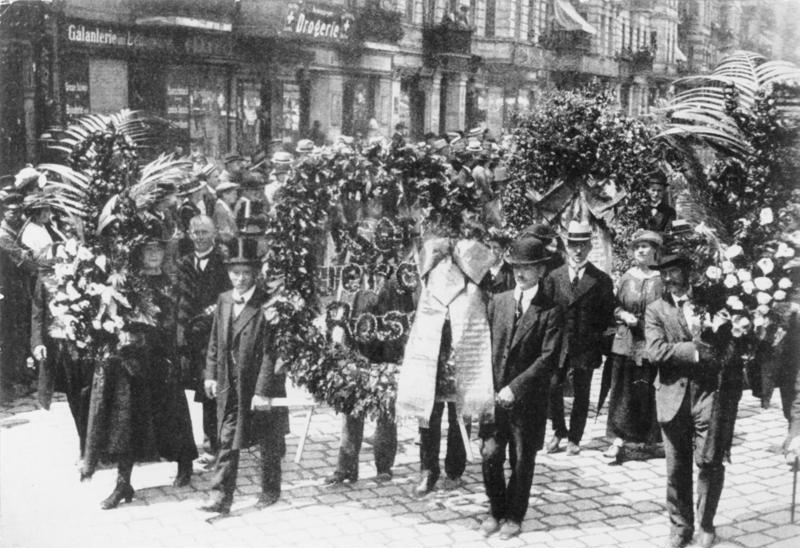
Spitze des Trauermarsches bei der Beisetzung von Rosa Luxemburg

Am 25. Januar 1919 wurde Karl Liebknecht mit weiteren 33 Opfern des Spartakusaufstandes in Friedrichsfelde bei Berlin beerdigt. Für Rosa Luxemburg wurde ein leerer Sarg bestattet. Im Trauerzug liefen etwa 100.000 Menschen mit.
Die Leiche von Rosa Luxemburg wurde erst am 31. Mai aus dem Landwehrkanal geborgen und anschließend von ihrer Vertrauten Mathilde Jacob identifiziert. Am 13. Juni fand deren Beisetzung statt, ebenfalls mit einer großen Trauergemeinde. Jährlich finden am zweiten Januarsonntag Demonstrationen zum Gedenken an Karl Liebknecht und Rosa Luxemburg in Berlin-Friedrichsfelde statt.

### Prozess 1919
Nachdem lange versucht worden war, einen Prozess zu vermeiden, fand seit dem 8. Mai 1919 doch eine Verhandlung vor dem Feldkriegsgericht des Garde-Kavallerie(-Schützen)-Korps statt. Vorsitzender Richter war Kriegsgerichtsrat Ehrhardt, ermittelnder Anklagevertreter Kriegsgerichtsrat Paul Jorns. Die Verhandlung fand vor einem Gericht der Division statt, die die Morde zu verantworten hatte und nicht vor einem ordentlichen Gericht. Es gab ausführliche Befragungen vieler Beteiligter und Zeugen. Der hauptverantwortliche Hauptmann Pabst wurde nicht vorgeladen. Am 14. Mai wurden dann lediglich drei Beschuldigte verurteilt.
- Husar Otto Runge, der Luxemburg und Liebknecht mit Kolbenschlägen auf den Kopf schwer verletzt hatte, nur »wegen Wachtvergehens im Felde, wegen versuchten Totschlags in Tateinheit mit gefährlicher Körperverletzung unter Mißbrauch der Waffe, begangen in zwei Fällen, in einem Falle auch in Tateinheit mit erschwertem Wachtverbrechen im Feld (…) zu einer Gesamtstrafe von zwei Jahren Gefängnis, zwei Wochen Haft, vier Jahren Ehrverlust und Entfernung aus dem Heere. Die Haftstrafe wird durch die erlittene Untersuchungshaft für verbüßt erachtet«
- Leutnant der Reserve Liepmann, der zugegeben hatte, Karl Liebknecht erschossen zu haben, nur »wegen Anmaßung einer Befehlsbefugnis in Tateinheit mit Begünstigung zu sechs Wochen geschärften Stubenarrestes«
- Oberleutnant a. D. Vogel, der den Mord an Rosa Luxemburg gestanden hatte (wahrscheinlich fälschlicherweise), nur »wegen erschwerten Wachtverbrechens im Felde in Tateinheit begangen mit Begünstigung während Ausübung des Dienstes, Mißbrauch der Dienstgewalt (…) und Beiseiteschaffung einer Leiche (…) zu einer Gesamtstrafe von zwei Jahren, vier Monaten Gefängnis und Dienstentlassung«.[25][26] Vogel und Liepmann wurden nicht wegen der Morde verurteilt, obwohl sie diese zugegeben hatten. Alle anderen Beschuldigten wurden freigesprochen.

In dem Verfahren, das strukturell voreingenommen war, wurden gezielt Tatsachen vertuscht. Der (wahrscheinlich) tatsächliche Luxemburg-Mörder Hermann Souchon wurde durch den ermittelnden Reichskriegsrat Paul Jorns und den beisitzenden Richter Canaris gedeckt. Diese verhalfen auch dem verurteilten Oberleutnant Vogel vor seinem Haftantritt zur Flucht in die Niederlande.
1921 erklärte der Fahrer des Luxemburg-Transportes Janschkow erstmals, dass der bis dahin unbekannte "siebente Mann" auf dem Trittbrett, der wahrscheinlich Rosa Luxemburg erschoss, Hermann Souchon gewesen sei. Dieser konnte jedoch erst 1925 nach mehrjährigen Bemühungen zum Tathergang befragt werden. Er bestätigte, mit dem Auto mitgefahren zu sein, leugnete aber eine Beteiligung an dem Mord.

### Prozesse 1929 bis 1930
Am 24. März 1928 beschuldigte der Journalist Berthold Jacob den vormaligen Kriegsgerichtsrat Paul Jorns, als Vertreter der Anklage im Prozess von 1919 die Mörder gedeckt und Zusammenhänge vertuscht zu haben. Daraufhin verklagten Oberreichsanwalt Karl August Werner und Jorns den verantwortlichen Redakteur Joseph Bornstein der Beleidigung und üblen Nachrede. In der Hauptverhandlung vor dem Schöffengericht Berlin-Mitte seit dem 17. April 1929 konnte der Anwalt Paul Levi nach den eingesehenen Akten Jorns Verschleppung und Verdunkelung des Verfahrens sowie Fluchtbeihilfe nachweisen. Dessen eindrucksvolles Abschlussplädoyer nannte Carl von Ossietzky später die mächtigste deutsche Rede nach Ferdinand Lassalle. Der Redakteur Bornstein wurde von der Anklage der Beleidigung freigesprochen. In einem ersten Revisionsprozess wurde dieses Urteil bestätigt, in einem weiteren Revisionsverfahren bekam Jorns doch Recht und Bornstein wurde zu einer Geldstrafe  verurteilt.

### Weitere Entwicklungen
Im Januar 1932 erklärte Horst von Pflugk-Harttung, der den Transport und die Ermordung Karl Liebknechts geleitet hatte, in einem Zeitungsinterview, dass Reichswehrminister Noske (SPD) direkt den Befehl zur Tötung Liebknechts gegeben hätte. Noske bestritt dies daraufhin öffentlich, worauf Pflugk-Harttung erklärte, er sei falsch zitiert worden.
Am 1. Dezember 1959 erklärte der ehemals hauptverantwortliche Hauptmann Waldemar Pabst gegenüber Günther Nollau, dem späteren Präsidenten des Verfassungsschutzes, dass Hermann Souchon Rosa Luxemburg erschossen habe und nicht Kurt Vogel, wie bisher angenommen worden war. Dieses wurde allerdings erst zehn Jahre später öffentlich bekannt gemacht.
Pabst gab außerdem 1962 dem Spiegel ein ausführliches Interview, in dem er zu verschiedenen Details der Ermordung von Karl Liebknecht und Rosa Luxemburg seine Sichtweisen darlegte.
Am 14./15. Januar 1969 zeigte Das Erste die Dokumentation Der Fall Liebknecht-Luxemburg, in der einige neue Erkenntnisse zum Ablauf der Ereignisse gezeigt wurden. Hermann Souchon, der dort erstmals öffentlich des Mordes an Rosa Luxemburg bezichtigt wurde, erwirkte, dass das Landgericht Stuttgart im Februar 1970 den Süddeutschen Rundfunk verurteilte, diese Behauptung zu widerrufen. Es stützte sich dabei auf die fragwürdigen Urteile des Feldkriegsgerichts von 1919.
2009 behauptete der Rechtsmediziner der Berliner Charité Michael Tsokos, dass eine unbekannte weibliche Frauenleiche von 1919 in der Charité möglicherweise Rosa Luxemburg sei. Er ignorierte dabei historische Erkenntnisse wie den Obduktionsbericht und die zweifelsfreie Identifizierung des tatsächlichen Körpers durch die Vertraute Mathilde Jacob und weitere Zeugenberichte, die seiner Vermutung widersprachen. Der Autor Klaus Gietinger und ein Rechtsmediziner verwiesen daraufhin öffentlich auf die offensichtlichen Unstimmigkeiten in dessen Behauptungen.

## Fazit
Die Morde an Karl Liebknecht und Rosa Luxemburg bedeuteten einen Einschnitt für die sozialistische Bewegung der frühen Weimarer Republik. Nach ihnen gab es keine Führer mehr, die eine vergleichbare charismatische Ausstrahlung und Wirksamkeit hatten. Die linken Bewegungen zersplitterten sich weiter, in der KPD gewann bald die stalinistische Richtung die Überhand, die in wesentlichen Praktiken den Vorstellungen von Rosa Luxemburg widersprach.
Das Vorgehen gegen Karl Liebknecht und Rosa Luxemburg hatte auch nach damaligem Rechtsverständnis keine legale Grundlage. Ihre Festnahmen durch eine Bürgerwehr war nicht gerechtfertigt, da diese keinerlei Befugnisse zu solchem Vorgehen hatte, außerdem lag auch kein Haftbefehl gegen die beiden vor. Die Garde-Kavallerie-Schützen-Division im Eden-Hotel hatte keine Befugnisse, Zivilisten in Gewahrsam zu nehmen, ebenso nicht ihr Hauptmann Waldemar Pabst, irgendwelche Entscheidungen zu treffen. Die einzige offizielle Stelle, zu der man sie hätte bringen können, wäre ein Polizei-Revier gewesen. Die Morde waren justitiable Verbrechen, wie in anderen vergleichbaren Fällen auch.
Die Morde an Karl Liebknecht und Rosa Luxemburg waren die ersten politischen Morde der Weimarer Republik. Es folgten bald weitere, zunächst an den linken Kurt Eisner, Leo Jogiches und Gustav Landauer, dann auch an wichtigen Politikern wie Walther Rathenau und Matthias Erzberger. Philipp Scheidemann überlebte einen Mordanschlag.

## Kunst
Filme
- Der Fall Jörns, Fernsehfilm, DDR 1958, von Friedrich Karl Kaul und Walter Jupé, Erstsendung am 15. Januar 1959, über Gerichtsverhandlung gegen Paul Jörns[31][32]
- Der Mord, der nie verjährt, Spielfilm, DDR, 1968, von Wolfgang Luderer (Drehbuch Friedrich Karl Kaul, Walter Jupé), über Gerichtsverhandlung gegen Paul Jörns, mit Rückblenden
- Der Fall Liebknecht-Luxemburg, zweiteiliges Fernseh-Dokumentarspiel, BRD 1969, von Theo Mezger mit Edith Heerdegen als Rosa Luxemburg und Richard Lauffen als Karl Liebknecht

Hörspiel
- Der Fall Jörns, von Friedrich Karl Kaul und Walter Jupé, nach Drehbuch des Fernsehfilms, Erstsendung Rundfunk der DDR 1960
- „… mit dem Siegel der Justiz“ – Der Jorns-Prozess, nach der Rede des Verteidigers Paul Levi 1929, Regie Claude Pierre Salmony, 2015